# Pfarrkirche Langenrohr

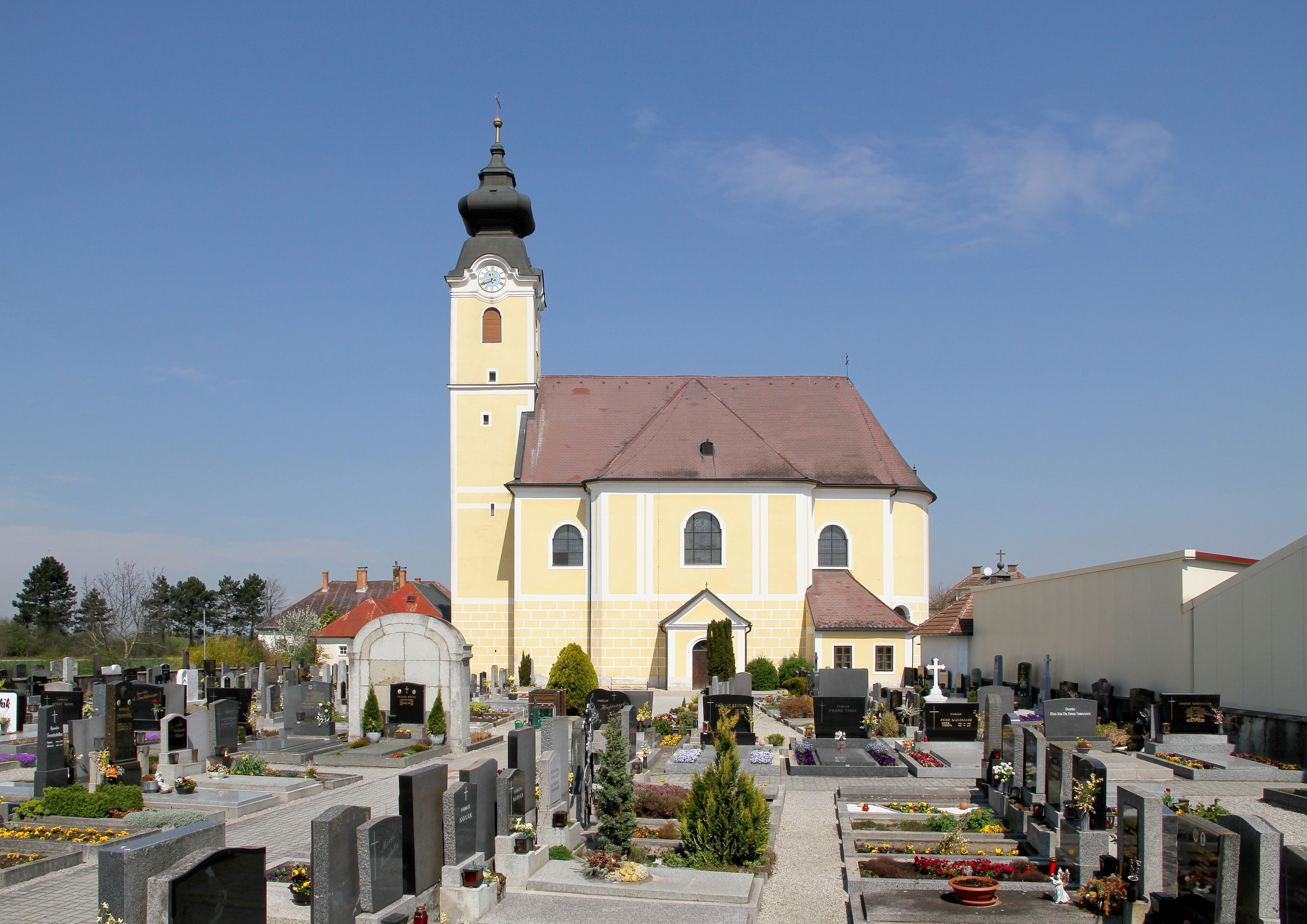
Katholische Pfarrkirche hl. Nikolaus in Langenrohr

Die römisch-katholische Pfarrkirche Langenrohr steht am nordwestlichen Ortsrand der Ortschaft der Marktgemeinde Langenrohr im Bezirk Tulln in Niederösterreich. Die dem Patrozinium des Heiligen Nikolaus von Myra unterstellte Pfarrkirche gehört zum Dekanat Tulln in der Diözese St. Pölten. Die Kirche steht unter Denkmalschutz (Listeneintrag).

## Geschichte
Die barocke Kirche wurde als Stiftung der Herzogin Emanuela von Savoyen von 1738 bis 1758 erbaut und 1758 geweiht. Ursprünglich eine Filiale der Pfarre Tulln, seit 1783 ein Vikariat, wurde 1939 die selbständige Pfarre gegründet. 1990 war eine Restaurierung.

## Architektur
Die spätbarocke Kirche mit einem im Kern mittelalterlichen Turm steht in einem Areal mit einem ummauerten Friedhof und einer ehemaligen Volksschule als heutiger Pfarrsaal.
Der schlichte hoch proportionierte Kirchenbau hat symmetrisch angeordnete Anbauten und Zugänge durch beidseits angestellte Portalanbauten. Der etwas eingestellte quadratische und hohe Westturm hat einen markant plastischen Zwiebelhelm über Uhrengiebeln. Der leicht eingezogene einjochige Chor mit einer Rundapsis in gleicher Traufhöhe wie das Langhaus hat niedrige Anbauten in den Chorwinkeln, Karnisbogenfenster sowie Rechteckportale mit Faschen. Die ganze Kirche zeigt eine gemalte Bandrasterung und eine hohe Sockelquaderung.
Das Kircheninnere zeigt eine harmonisch zentralisierte Saalraumkirche. Das Langhaus hat Platzlgewölbe auf Doppelgurten auf Doppelpilastern mit reich profiliertem Gebälk. Die mehrfach vorschwingende Orgelempore auf einer Korbbogentonne hat eine reich geschnitzte hölzerne Brüstung mit einem integrierten Orgelpositiv von 1767. Das Langhaus hat kurze tonnengewölbte Querarme im Norden und Süden und gleiche Zwischengewölbe zum platzlgewölbten Emporenjoch im Westen und zum Chorjoch im Osten. Das Chorjoch ist mit einer mehrfach vorschwingenden Stufe erhöht.

## Ausstattung
Die Wandmalereien schuf Hans Alexander Brunner 1954 mit einer illusionistisch barockisierenden Scheinarchitektur und geschwungenen Medaillons mit den Rahmen sprengenden Assistenzfiguren. Die Malerei zeigt im Langhaus die Apokalypse des hl. Nikolaus, im Chorjoch Mariä Himmelfahrt, über der Orgelempore hl. Josef mit Kind, in den Gurtbögen sind Grisaillemedaillons mit Symbolen der Sakramente. Die Apostelkreuze malte Joseph Melchior Thallmann 1758.
Die Glasmalereien zeigen im Chor die Heiligen Josef und Magdalena von 1934 und im Langhaus Madonna mit Kind und Herz Jesu.

## Einrichtung
Die einheitlich barocke Einrichtung entstand großteils in der Bauzeit mit barockisierenden Ergänzungen aus der zweiten Hälfte der 19. Jahrhunderts.
Der Hochaltar von 1755 ist ein Doppelsäulenretabel über einem hohen Sockel, er zeigt das Altarblatt hl. Nikolaus, in den seitlichen Säulenzwischenräumen sind Konsolstatuen der Heiligen Petrus und Paulus, über einem profilierten Gesims ist ein Strahlenkranz mit Auge Gottes flankiert von Vasenaufsätzen. Der Tabernakel ist flankiert von Engelsfiguren auf Volutenkonsolen.
Die Seitenaltäre in den kurzen Querarmen als Pendants angeordnete Säulenretabel mit seitlichen Säulen von Rosengirlanden umrankt schuf Leopold Wetzl 1763. Der rechte Seitenaltar ist ein Kreuzaltar mit einem Kruzifix, darüber ein Strahlenkranz mit Wolken flankiert von Engelsfiguren, auf dem Altartisch steht ein Sakramentshäuschen. Der linke Seitenaltar trägt die Statue Maria Immaculata aus dem Ende des 19. Jahrhunderts flankiert von schwebenden barocken Engelsfiguren, die Sockelzone ist ein Reliquiensarkophag.
Die reich verzierte barocke Hängekanzel zeigt Rokoko-Ornamentik, am Schalldeckel befindet sich eine Engelsglorie mit einer Heiliggeisttaube von 1755.
Die Orgel mit 12 Registern baute Franz Capek 1905. Das stillgelegte Rückpositiv schuf Johann Jakob Schickh 1767. Eine Glocke nennt Mathias Prininger 1696. Eine Glocke nennt Johann Caspar Hofbauer 1802.